# Генералка (приток Уфалейки)
Генера́лка (в верховье Большая Генералка) — река на Среднем Урале, протекает по Челябинской области России. Устье реки находится в 38 км по левому берегу реки Уфалейки в городе Верхнего Уфалея. Длина реки составляет 21 км.

## Данные водного реестра

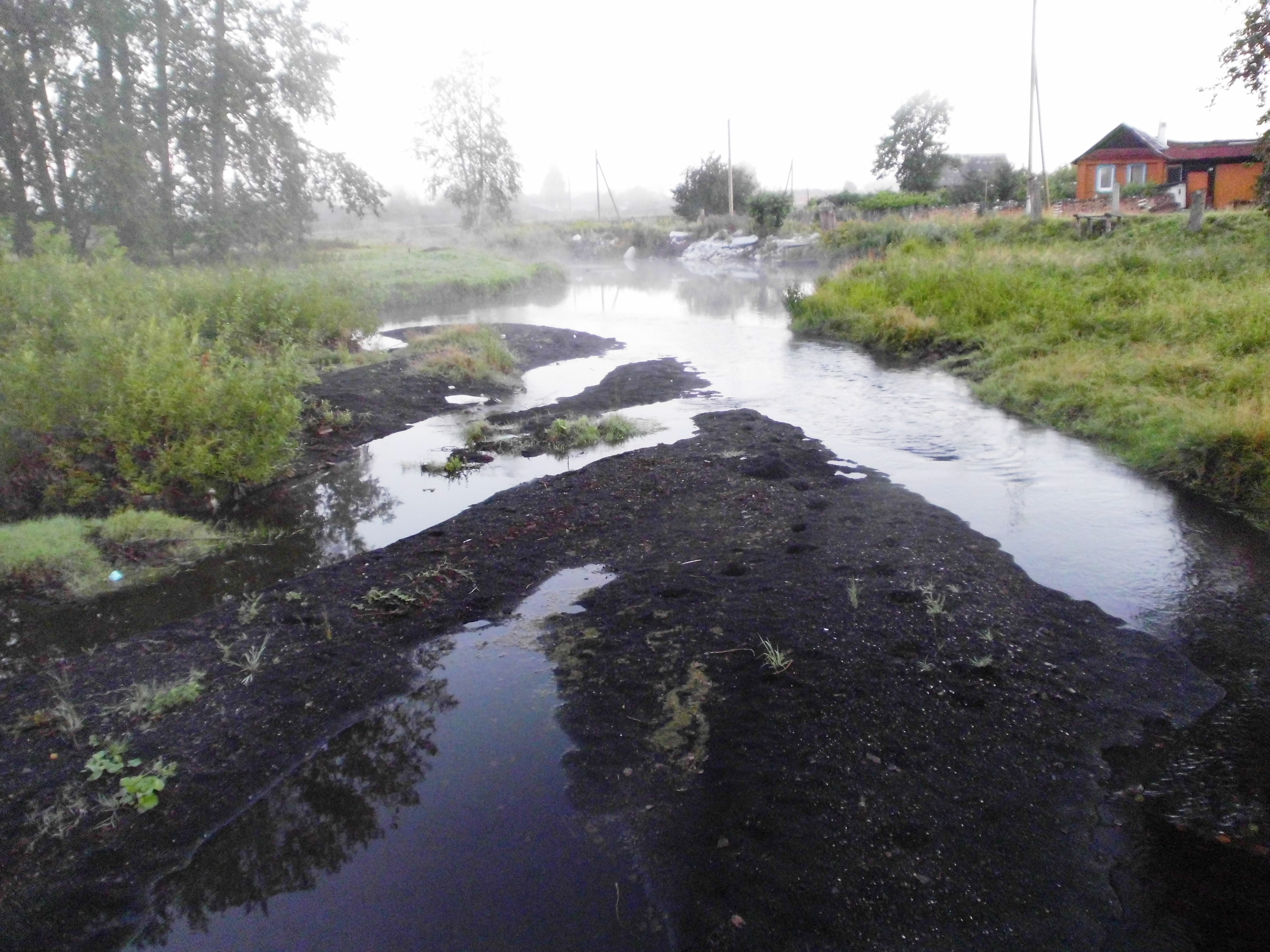
Устье реки Генералки, вид вниз по течению. Наносы шлака

По данным государственного водного реестра России, Генералка относится к Камскому бассейновому округу, водохозяйственный участок реки — Уфа от истока до Долгобродского гидроузла, речной подбассейн Белой, речной бассейн Камы.
Код объекта в государственном водном реестре — 10010200812111100020205.